# Litoria rubrops
Litoria rubrops är en groddjursart som beskrevs av Kraus och Allison 2004. Litoria rubrops ingår i släktet Litoria och familjen lövgrodor. IUCN kategoriserar arten globalt som otillräckligt studerad. Inga underarter finns listade i Catalogue of Life.